# Isabella Biagini
Isabella Biagini, nome artístico de Concetta Biagini (Roma, 19 de dezembro de 1943 - Roma,14 de abril de 2018), foi uma atriz italiana.

## Filmografia
- I due mafiosi (1964)
- Love Italian Style (1965)
- Slalom (1965)
- Supermen Against the Orient (1967)
- Pensando a te (1969)
- La ragazza del prete (1970)
- Il clan dei due Borsalini (1971)
- Boccaccio (1972)
- Il sindacalista (1972)
- Paolo il freddo (1974)
- Loaded Guns (1975)
- Nick the Sting (1976)
- Ciao marziano (1980)
- "FF.SS." – Cioè: "...che mi hai portato a fare sopra a Posillipo se non mi vuoi più bene?" (1983)
- The Future Is Woman (1984)
- Capriccio (1987)